# Tolkienova mitologija
Izraz Tolkienova mitologija se nanaša na fantazijski svet angleškega pisatelja in jezikoslovca J.R.R. Tolkiena. Ustvaril ga je kot podlago za svoja literarna dela.

## Geografija
Geografija je v Tolkienovem svetu zelo pomembna; v svojih knjigah je namreč pogosto zelo natančno opisoval pokrajine in različne geografske značilnosti. Tako lahko s pozornim branjem in s pomočjo zemljevidov, ki jih je risal Tolkien sam in so pogosto vključeni na zadnjih straneh knjig, ustvarimo zelo podrobno podobo takratnega sveta.
Kraj dogajanja v Tolkienovih najbolj znanih literarnih delih (trilogiji Gospodar prstanov, knjigi Hobit in deloma tudi po pisateljevi smrti objavljenem Silmarillionu) je t. i. Srednji svet. Kljub temu, da se ta izraz pogosto uporablja za opisovanje celotnega Tolkienovega fiktivnega sveta (navsezadnje ga je v tem smislu mnogokrat uporabljal celo Tolkien sam), gre v bistvu le za eno izmed celin na svetu, imenovanemu Arda.
Arda je bila ustvarjeno skozi Glasbo Ajnurjev in je bila namenjena Ilúvatarjevim otrokom, vilinom in ljudem. Nad Ardo so bdeli Valarji, štirinajst najmočnejših Ajnurjev in Majarji (nižji Ajnurji) so postali njihovi služabniki. V začetku je bil svet ploščate oblike, z več kontinenti in oceani, vendar se je po 2. veku »upognil«, čemur bi dandanes rekli, da je postal okrogel. S tem pridemo do malo znane Tolkienove teorije; Arda naj v bistvu ne bi bila nič drugega kakor Zemlja pred približno 6000 leti.
Z geografijo Tolkienove mitologije se je ukvarjalo in se še vedno ukvarja veliko strokovnjakov. Med bolj znanimi je Karen Wynn Fonstad, ki je tudi avtorica dela The Atlas of Middle-earth (objavljen je bil leta 1981), v katerem se ukvarja z večino geografskih elementov Arde.

## Nastanek sveta
Glavni članek: Ainulindalë
Vrhovno božanstvo Tolkienove mitologije je Eru Ilúvatar. V začetku je Ilúvatar ustvaril nadnaravna bitja imenovana Ajnur in jih naučil peti. Ko so Ajnur postali v tem dovolj spretni, jim je Ilúvatar razkril melodijo, temeljujočo na njihovi lastni ideji. Melodijo je zmotil le Melkor, najmočnejši izmed Ajnur, zato jim je Ilúvatar predstavil novo melodijo, ki pa jo je Melkor kljub temu zmotil. Ilúvatar jim je dal še tretj melodijo, ki je bila onstran njihove domišljije. Ta glasba je postavila temelje za večino zgodovine Tolkienove mitologije.

## Rase
Glavni članek: Rase v Tolkienovi mitologiji
V Tolkienovi mitologiji domuje več inteligentnih vrst. Prvi so nastali Ajnur, nadnaravna bitja, ki jih je ustvaril Eru Ilúvatar. Skozi njihovo glasbo, opisano v mitu Ainulindalë (Glasba Ajnur), je bilo ustvarjeno vesolje - Eä. Nekateri Ajnur so odšli v Eä in najmočnejši izmed teh so se imenovali Valar. Melkor - poosebitev zla in Tolkienova ustreznica krščanskemu satanu, je bil sprva prištet med Valar, vendar je bil pozneje izključen.
Drugi, šibkejši Ajnur, ki so tudi vstopili v Eä, so se imenovali Majar. Sprva je vsak Maja bil pomočnik nekemu Vala, vendar so se nekateri pozneje osamosvojili. Najbolj znana Maja v prvem veku je bila Melian, žena vilinskega kralja Thingola. Majarskega rodu so bili tudi Istari (čarovniki), med katerimi sta bila v tretjem veku najbolj znana Gandalf in Saruman. Melkor je prav tako imel skorumpirane Majarske služabnike, med njimi so bili Balrogi in njegova desna roka ter kasnejši naslednik Sauron.

## Jeziki in pisave
Prvi znan jezik je bil stara vilinščina, iz katerega sta se pozneje razvili kvenja in avarščina. Kvenja se je z Vanjar in Noldor širil v Aman, kjer so jo potem prevzeli Teleriji, medtem ko so Sindari (Vilini, ki so si sredi Velikega pohoda premislili in ostali v Srednjem svetu) razvili sindarščino in nandorščino.

## Knjige

### Tolkienove knjige
V slovenščino so bile prevedene le naslednje knjige: Hobit, trilogija Gospodar prstanov (večkrat preveden, prevod Branka Gradišnika je bil tudi osnova podnapisov v filmski uprizoritvi Petra Jacksona), Silmarillion, Hurinova otroka, Nedokončane povesti in Drevo in list : izbor krajše proze. Slednje ne uvrščamo v Tolkienovo mitologijo, zato je na spodnjem seznamu ni.
- 1937 Hobit ali Tja in spet nazaj
  - V izvirniku The Hobbit; prevedel Dušan Ogrizek, Ljubljana : Mladinska knjiga, 1986.
  - Hobit Bilbo Bisagin se pridruži čarovniku Gandalfu in skupini škratov, ki hočejo osvoboditi staro škratje kraljestvo izpod zmaja Smauga.
- 1954 Bratovščina prstana, prvi del trilogije Gospodar prstanov
  - V izvirniku The Fellowship of the Ring; prevedel Branko Gradišnik, Ljubljana : Mladinska knjiga, 2002.
  - Bilbov nečak in dedič Frodo Bisagin se z Bratovščino prstana odpravi na pot v Mordor, da bi rešil Srednji svet.
- 1954 Stolpa, drugi del trilogije Gospodar prstanov
  - V izvirniku The Two Towers; prevedel Branko Gradišnik, Ljubljana : Mladinska knjiga, 2002.
  - Bratovščina je razbita: Medtem ko Frodo in Samo nadaljujeta pot, Aragorn, Gimli in Legolas rešujejo prijatelja v kraljestvu Rohan.
- 1955 Kraljeva vrnitev, tretji del trilogije Gospodar prstanov
  - V izvirniku The Return of the King; prevedel Branko Gradišnik, Ljubljana : Mladinska knjiga, 2003.
  - Frodo in Samo prispeta v Mordor, Aragorn pa ponovno zavlada v Gondorju.
- 1962 The Adventures of Tom Bombadil
  - Zbirka pesmi, ki pa so le malo povezane z Gospodarjem prstanov.
- 1967 The Road Goes Ever On
  - Cikel pesmi, ki se pojavljajo na različnih mestih v Hobitu in Gospodarju prstanov.

Tolkien je umrl leta 1973. Vsa naslednja dela je zbral in uredil Christopher Tolkien. Le Silmarillion se lahko šteje kot dokončano delo, vse ostalo so zbirke Tolkienovih zapiskov in osnutkov.
- 1977 Silmarillion
  - V izvirniku The Silmarillion; prevedel Uroš Kalčič, Ljubljana : Gnostica : Karantanija, 2003; prevod XIX. poglavja, »Of Beren and Lúthien«, je izšel v knjigi Drevo in list: izbor krajše proze, z naslovom Beren in Lúthien; prevedel Dušan Ogrizek, Ljubljana, Mladinska knjiga, 1991;
  - Opis Starih časov, pred Gospodarjem prstanov. Knjiga vključuje tudi zgodbo Akallabêth.
- 1980 Nedokončane povesti o Númenorju in Srednjem svetu
  - V izvirniku Unfinished tales; prevedel Sergej Hvala, Ljubljana: Mladinska knjiga, 2025
  - Nedokončane zgodbe in eseji, ki so bili izpuščeni iz Gospodarja prstanov in Silmarilliona.

Serija knjig The History of Middle-earth:
- 1983 The Book of Lost Tales 1
- 1984 The Book of Lost Tales 2
  - Originalna verzija Tolkienove mitologije; predstavlja mnoge ideje in koncepte.
- 1985 The Lays of Beleriand
  - Dve dolgi pesmi:
    - Lay of Leithian - pesem o Berenu in Lúthien
    - Lay of Leithian - saga o Turinu
- 1986 The Shaping of Middle-earth
  - Osnutek Silmarilliona
- 1987 The Lost Road and Other Writings
  - Osnutek zgodbe Akallabêth in nekaj esejev v zvezi s Tolkienovo mitologijo.
- 1988 The Return of the Shadow (Zgodovina Gospodarja prstanov, 1. del)
- 1989 The Treason of Isengard (Zgodovina Gospodarja prstanov, 2. del)
- 1990 The War of the Ring (Zgodovina Gospodarja prstanov, 3. del)
- 1992 Sauron Defeated (Zgodovina Gospodarja prstanov, 4. del)
  - Razvoj dogajanja od 'Hobita 2' do nekakšnega nadaljevanja Silmarilliona. Sauron defeated vključuje tudi nadaljevanje Númenorske legende.
- 1993 Morgoth's Ring (Poznejši Silmarillion, 1. del)
- 1994 The War of the Jewels (Poznejši Silmarillion, 2. del)
  - Ponovno napisan Silmarillion po izdaji Gospodarja prstanov.
- 1996 The Peoples of Middle-earth
  - Različni poznejši eseji o Tolkienovih rasah in jezikih.
- 2007 Hurinova otroka

### Knjige drugih avtorjev
- 1978 The Complete Guide to Middle-earth (Robert Foster)
  - Vodnik po Tolkienovi mitologiji, vendar vsebuje nekaj napak in nasprotij, ker ne vključuje informacij iz knjige Unfinished Tales in serije History of Middle-earth.
- 1981 The Atlas of Middle-earth (Karen Wynn Fonstad)
  - Atlas krajev, potovanj, bitk in podrobni (geografijski) opisi iz Gospodarja prstanov, Hobita, Silmarilliona in The Unfinished Tales
- 1981 Journeys of Frodo (Barbara Strachey)
  - Atlas knjige Gospodar prstanov
- 1983 The Road to Middle-earth (Tom Shippey)
  - Književne analize Tolkienovih zgodb iz filološkega vidika.
- 2002 The Complete Tolkien Companion (J. E. A. Tyler)
  - Vodnik po Tolkienovi mitologiji. Zajema dela Gospodar prstanov, Hobit, Silmarillion in The Unfinished Tales.
- 2004 Gospodar prstanov od A do Ž (Branko Gradišnik)
  - Slovenski prevajalec Gospodarja prstanov je objavil leksikon Tolkienovega sveta. Poudarek je na filološki analizi besed; zajema pa gesla oseb, krajev, predmetov in pojmov iz Srednjega sveta in okolice.

## Filmi in igre
Delo Gospodar prstanov je trikrat doživelo filmsko uprizoritev (Gospodar prstanov, bolj znana je Jacksonova trilogija). Hobbit je doživel še tri filmske uprizoritve (Hobit).
Obstaja trideset računalniških iger na temo Srednjega sveta.

## Prevajalci v slovenski jezik
- Branko Gradišnik
- Uroš Kalčič
- Dušan Ogrizek
- Sergej Hvala